# Ҹ
Ҹ, ҹ は、キリル文字のひとつ。アゼルバイジャン語で使用されていた。

## 呼称
- ロシア語：дж
  - Unicode名：CYRILLIC CAPITAL/SMALL LETTER CHE WITH VERTICAL STROKE（大文字/小文字）

## 音素
/dʒ/

## アルファベット上の位置
アゼルバイジャン語の第31字母。

## Ҹに関する諸事項
アゼルバイジャン語は、1940年にラテン文字表記からキリル文字表記に改められた。1991年に、再びラテン文字の復活が決定され、2003年からキリル文字による表記は廃止された。（アゼルバイジャン語の項から趣意を抜粋）
ラテン文字では、c に相当する。